# 地方独立行政法人
地方独立行政法人（ちほうどくりつぎょうせいほうじん）とは、日本における法人のうち、地方独立行政法人法（平成15年7月16日法律第118号）に規定される「住民の生活、地域社会及び地域経済の安定等の公共上の見地からその地域において確実に実施されることが必要な事務及び事業であって、地方公共団体が自ら主体となって直接に実施する必要のないもののうち、民間の主体にゆだねた場合には必ずしも実施されないおそれがあるものと地方公共団体が認めるものを効率的かつ効果的に行わせることを目的として、この法律の定めるところにより地方公共団体が設立する法人」をいう。

## 分類
大きく特定地方独立行政法人と一般地方独立行政法人に分けられる。
特定地方独立行政法人
「その業務の停滞が住民の生活、地域社会若しくは地域経済の安定に直接かつ著しい支障を及ぼすため、又はその業務運営における中立性及び公正性を特に確保する必要がある」（第2条第2項）地方独立行政法人で、役員は特別職地方公務員、職員は一般職地方公務員の身分となる。
一般地方独立行政法人
特定地方独立行政法人以外の法人で、役員及び職員は公務員ではない（「非公務員型」と呼ぶ）。一般地方独立行政法人と当該法人の役員との間では、委任契約が結ばれ、当該職員との間では、労働契約が結ばれる。

## 業務
地方独立行政法人は以下の業務のうち定款で定めるものを行う。(地方独立行政法人法第21条)
- 試験研究を行うこと及び当該試験研究の成果を活用する事業であって政令で定めるもの又は当該試験研究の成果の活用を促進する事業であって政令で定めるものを実施する者に対し、出資を行うこと。(試験研究地方独立行政法人)(第1号)
- 大学又は大学及び高等専門学校の設置及び管理を行うこと並びに当該大学又は大学及び高等専門学校における技術に関する研究の成果の活用を促進する事業であって政令で定めるものを実施する者に対し、出資を行うこと。(公立大学法人)(第2号)
- 主として事業の経費を当該事業の経営に伴う収入をもって充てる事業で、次に掲げるものを経営すること。(公営企業型地方独立行政法人)(第3号)
  - 水道事業（簡易水道事業を除く。）
  - 工業用水道事業
  - 軌道事業
  - 自動車運送事業
  - 鉄道事業
  - 電気事業
  - ガス事業
  - 病院事業
  - その他政令で定める事業
- 社会福祉事業を経営すること。(第4号)
- 市町村（特別区を含む。以下同じ。）の長その他の執行機関に対する申請、届出その他の行為（以下「申請等」という。）の受理、申請等に対する処分その他の申請等の処理に関する事務であって定型的なもの及びこれらと一体的に処理することが効率的かつ効果的である事務であって定型的なもののうち、別表に掲げるもの（以下「申請等関係事務」という。）を当該市町村又は当該市町村の長その他の執行機関の名において処理すること。(申請等関係事務処理法人)(第5号)
- 公共的な施設で政令で定めるもの[1]の設置及び管理を行うこと（第二号から前号までに掲げるものを除く。）。(第6号)
- 前各号に掲げる業務に附帯する業務を行うこと。(第7号)